# Christian Pfannberger
Christian Pfannberger (født 9. december 1979 i Judenburg) er en østrigsk tidligere professionel landevejscykelrytter.
Han fik et gennembrud foråret 2008 i ardenner-klassikerne med 6. pladsen i Amstel Gold Race, 9. plads i La Flèche Wallonne og 5. plads i Liège-Bastogne-Liège.
I 2009 blev Pfannberger testet positiv for EPO og udelukket fra sporten på livstid.